# Australocosmica
Australocosmica is een geslacht van weekdieren uit de klasse van de Gastropoda (slakken).

## Soorten
- Australocosmica augustae Köhler, 2011
- Australocosmica sanctumpatriciusae Köhler, 2011
- Australocosmica vulcanica Köhler, 2011